# Fenriz Presents... The Best of Old-School Black Metal
Fenriz Presents... The Best of Old-School Black Metal es un álbum recopilado por Fenriz (batería de Darkthrone) y que incluye bandas que según él han sido muy influyentes para el black metal. Nattefrost es la banda más reciente, pero también incluyó a Aura Noir con un tema de su álbum de 1998. Según Fenriz son bandas que mantienen vivo el sonido de la vieja escuela y por eso las ha incluido en la recopilación. En un principio también quería que la recopilación incluyera a Possessed, pero Larry LaLonde (exguitarrista) se negó.

## Lista de canciones
1. Blasphemy – "Winds of the Black Godz"
2. Sarcófago – "Satanic Lust"
3. Celtic Frost – "Dawn of Megiddo"
4. Nattefrost – "Sluts of Hell"
5. Mercyful Fate – "Evil"
6. Sodom – "Burst command til war"
7. Tormentor – "Elizabeth Bathory"
8. Aura Noir – "Blood Unity"
9. Destruction – "Curse the Gods"
10. Samael – "Into the Pentagram"
11. Bulldozer – "Whisky Time"
12. Mayhem – "The Freezing Moon"
13. Hellhammer – "The Third of the Storms"
14. Burzum – "Ea, Lord of the Depths"
15. Venom – "Warhead"
16. Bathory – "Dies Irae"

- Datos: Q3315132